# ジャレッド・クシュナー
ジャレッド・コーリー・クシュナー（Jared Corey Kushner、1981年1月10日 - ）は、アメリカ合衆国の実業家。ドナルド・トランプの娘イヴァンカの夫でトランプの娘婿。トランプ大統領の下で、大統領上級顧問を務めた。不動産開発企業クシュナー・カンパニーズ、『ニューヨーク・オブザーバー』紙の元オーナー。

## 経歴
不動産開発企業クシュナー・カンパニーズの創業者チャールズ・クシュナーの長男として、ニュージャージー州エセックス郡リビングストンに生まれる。クシュナー家は1949年に祖父母がベラルーシからポーランドを経て米国へ移民したユダヤ人で、ホロコーストからの生還者である。正統派ユダヤ教の戒律に従った食事をとり、安息日を守り、ニューヨークのアッパーイーストサイドにある上流階級向けのシナゴーグ（ユダヤ教の礼拝堂）に通う。父親は民主党への大口献金者であり、息子たちの入学直前にハーバード大学、ニューヨーク大学へ大口寄付をしたことでも知られる。
2003年にハーバード大学を優等(cum laude)で卒業、社会学学士号(B.A. in sociology)を得た。2007年にニューヨーク大学ビジネス・スクール・ロー・スクールのジョイント・プログラムでMBA・法務博士（J.D.）号を取得した。その後、ニューヨーク地区検事のロバート・モーゲンソウの事務所とポール・. ワイス・リフキンド・ワートン・ギャリソンLLP(国際弁護士事務所)でインターンとなった。
2004年に父親が脱税、証人買収、選挙資金の違法献金など計18件の訴因で2年間の実刑判決を受け、ジャレッドが事業を引き継いだ。
2006年、ニューヨーク・オブザーバーを1000万ドルで買収した。同年、単一のビル購入としては米国史上で最高額となるマンハッタン5番街666番地の41階建て高層ビルを41億ドルで購入する案件を手がけて話題となる。2016年11月11日、クシュナーはニューヨーク・オブザーバーの紙媒体発行を中止し、名称をオブザーバーに変更すると発表した。
2009年にドナルド・トランプの娘イヴァンカと結婚。イヴァンカは結婚前にユダヤ教に改宗した。
2015年5月にワン・タイムズスクエアの株式の50.1%を買収する。
2016年アメリカ合衆国大統領選挙に立候補した岳父のドナルド・トランプの選挙顧問を務めて選対本部長も度々選任させては解任させるなど一貫してほぼ全ての選挙活動に関与して「トランプを大統領にした男」と評されており、政権移行チームの編成を任されたり、刷新された政権移行チームではその一員となり、世界各国の政府からトランプとの橋渡しを行う連絡役にされ、大統領当選後に世界の政府首脳に先駆けてトランプと会談した日本の安倍晋三首相の非公式会談でも窓口も担って同席するなど妻のイヴァンカとともにその絶大な影響力から「政治を私物化している」という批判もされている。かつて検事時代に父チャールズを訴追したクリス・クリスティを副大統領候補から外してマイク・ペンスを選ばせたとされ、政権移行チームの責任者だったクリスティとその側近が降格・解任された際も黒幕と目された。しかし、フォーブズに、私がクリスティの解雇に関与しているという報告は間違っていると述べた。大統領上級顧問の就任時に、家族経営のクシュナー・カンパニーとオブザーバー・メディアのCEOを辞任した。

## 大統領上級顧問
トランプ政権においてどのような役割を果たすかが注目されていたが、名目上は通商・中東政策担当であるが、事実上は全ての政策や人事に関与できる大統領上級顧問に就任すると2017年1月9日に発表され、同年1月20日に就任した。
大統領の親族の政府要職への登用は異例とされる。ラインス・プリーバス、スティーブン・バノン首席戦略官、クシュナーの3人が国家安全保障担当大統領補佐官のマイケル・フリンに辞任を促し、トランプ大統領が決定したことから、彼らのホワイトハウス内における人事への影響力が報道されている。またクシュナーはマイケル・フリンの後任の人選にも当たっている。CNNからは、クシュナーがトランプ政権で外交、経済界だけでなく、議会対策まで行ってることについて「なんでも長官」(Secretary of Everything)と評し、トランプ政権内の一部に不満が生じていると報道した。
2017年3月27日、マイクロソフトやAppleなど実業界からの助言も取り入れて行政改革を推進する大統領直属の新設機関「アメリカン・イノベーション・オフィス」の責任者にクシュナーを起用した。新組織はすでに週2回の会議を行っている。クシュナーはワシントン・ポストのインタビューで「政府は偉大なアメリカ企業のように運営されるべきだ」と語った。連邦政府のすべての省庁が改革の対象であり、クシュナーは広範な権限を与えられていると報道されている。
2017年4月2日、上級顧問のクシュナーがジョセフ・ダンフォード統合参謀本部議長とともに、イラクを公式訪問した。この視察は本人が希望したものであり、トランプ大統領は「君が中東に和平をもたらすことができなければ、誰もできない」とクシュナーに語ったと報道された。トランプ大統領もティラーソン国務長官もイラクを訪問していないことから、クシュナーがトランプ大統領の目と耳になっていることを示している、とBBCは評した。
2017年4月5日、クシュナーはバノン首席戦略官のスキルをよりよく使う方法について、最初の数か月より改善するよう、最新の注意をはらっていると報道されている。ポリティコによれば、クシュナーがバノンのポピュリスト的アプローチを批判し、バノンとクシュナーが衝突したと報道された。クシュナーはバノンの激烈なスタイルと大統領への影響力に懸念を持ち、バノンは穏やかにクシュナーを批判した。2人はトランプ大統領から和解のために話し合いをするよう求められた、と報道された。。2017年4月7日のシリア攻撃について、バノンはアメリカ第一主義に反するという理由で反対したが、トランプ大統領はクシュナーのアサド政権を罰するべきだという意見を採用したと報道された。また、米中首脳会談と同時にシリア攻撃のブリーフィングが行われたマー・ア・ラゴで大統領に近いクシュナーに対して右上隅に追いやられてるバノンの姿が撮られた公開写真がその影響力の比較として取り沙汰された。その後、バノンが首席戦略官を解任された際はクシュナーが進言したとも報じられた。
2017年4月12日、CNNはトランプ政権内のホワイトハウス派閥を、(1)チームトランプ（イバンカ、クシュナー、ゲイリー・コーン、ディナパウエル）、(2)チームバノン（バノン、スティーブン・ミラー、セバスチャン・ゴルカ）、(3)チームプリバース（プリーバス、スパイサー、コーンウェイ）に分類した。(4)キャスリーン・マクファーランドとケイティ・ウォルシュは、チームバノンとチームプリバースの両方にまたがる人物とされている。そのほか軍出身者は別系統とされる。
2017年5月20日、トランプ大統領の初外遊である中東歴訪にティラーソン国務長官、妻のイバンカ補佐官らとともに同行した。クシュナーは2017年5月始め、サウジアラビア代表団との会談に際し、ロッキード・マーティンのマリリン・ヒューソンCEOに電話し、THAADミサイルの値下げが可能であるかを打診したと報道された。最終的にクシュナーはサウジと戦車・戦闘機・戦闘艦・THAADミサイルを含む1100億ドル(約11兆円)の武器取引の合意を取りまとめた。公式の調印はトランプ大統領のサウジ訪問時に行われた。また、サウジのムハンマド・ビン・サルマーン皇太子とは個人的に親密な関係を結んだ。中東政策担当のクシュナーはこの中東歴訪の立役者でイスラエルのベンヤミン・ネタニヤフ首相やパレスチナ自治政府のマフムード・アッバス議長との会談もセッティングしたとされる。
2017年5月25日、2016年アメリカ合衆国大統領選挙キャンペーン中にクシュナー上級顧問が行ったロシア大使及びモスクワの銀行家との一連の会談に関して、連邦捜査局(FBI)の捜査対象になっていると報道された。
クシュナー上級顧問はホワイトハウスに米東部時間の午前7時に出勤し、午後10時まで勤務していると報道された（ユダヤ教の安息日である金曜日以外）。その間、クシュナー氏と大統領は1対1での話し合いの時間があると報道されている。
2017年5月27日、クシュナー上級顧問が、政権発足前に政権移行チームとクレムリン（ロシア大統領府）との間で秘密の通信ルートを設ける案をキスリャク駐米ロシア大使と協議していたとワシントンポスト紙が報道した。
2017年6月1日、米国米議会司法委員会の民主党議員3名は、2017年5月に中国で行った投資家説明会において、クシュナーカンパニーに投資すると米国のビザ取得の機会が得られると説明したことは大統領側近クシュナーの地位利用ではないかとして、クシュナーカンパニー社長に詳しい説明を求める手紙を送ったと報道された。2017年6月5日、50階建高層ビルのトランプ・ベイ・ストリートに対する中国人投資家からの投資が批判を浴びたため、不動産開発会社のクシュナー・カンパニーは2億5000万ドルの銀行融資を受け、返済金に充てようとしていると報道された。また、2017年3月には民主党の追及を受けてクシュナーが2006年に買収したマンハッタン5番街666番地の41階建て高層ビルに安邦保険集団（ウォルドルフ＝アストリアも買収した中国の鄧小平の親族会社）が4億ドルを投資する再開発協議を打ち切っている。
2017年9月、当初計画されたクシュナーと妻のイヴァンカの中国訪問が中止され、首都ワシントンDCで行われた国慶節の記念式典に夫婦揃って出席して中国の劉延東国務院副総理と会見した。クシュナーらの訪中取りやめは、中国との非公式な関係が政権の逆風となることを懸念したハーバート・マクマスター国家安全保障問題担当大統領補佐官とジョン・フランシス・ケリー大統領首席補佐官が同年11月に予定するトランプ大統領の公式中国訪問を優先したことによるとされており、トランプ訪中の際はクシュナーも同行した。
2018年1月3日、ジャーナリストのマイケル・ウォルフの著書の中のインタビューで元首席戦略官のバノンがクシュナーやトランプ大統領の長男ドナルド・トランプ・ジュニアなどトランプ家のロシアとの関係を「売国的」「非愛国的」と批判したことに対し、トランプ大統領は声明で「スティーブ・バノンは私や私の政府と無関係。解任されたら仕事どころか正気も失った」「スティーブは、党の指名獲得後に雇ったスタッフの1人だ。我々の歴史的勝利にスティーブは無関係」と非難した。
2018年5月14日、エルサレムでの在イスラエル米大使館開設式に妻のイヴァンカとスティーブン・ムニューシン財務長官らとともに出席した。23日にはFBIの捜査完了により、同年2月に取り上げられた米国の最高機密を閲覧できる権限を取り戻した。
2020年9月1日、アブラハム合意による国交正常化で合意したアラブ首長国連邦（UAE）を訪れたイスラエルの訪問団に同行して三者で公式会談を行った。
2020年12月23日、トランプ大統領はイスラエルとアラブ4カ国の国交正常化の仲介に貢献したとしてムニューシン財務長官、ロバート・オブライエン国家安全保障問題担当大統領補佐官、マイク・ポンペオ国務長官らとともにクシュナーに国家安全保障勲章を授与した。